# Bleibtreu (Künstlerfamilie)
Die Künstlerfamilie Bleibtreu bestand bzw. besteht aus folgenden Personen:
- Sigmund Bleibtreu (1819–1894), österreichischer Theaterschauspieler und Offizier, verheiratet mit Amalie Hybl (1835–1917), österreichische Theaterschauspielerin
  - Hedwig Bleibtreu (1868–1958), österreichische Schauspielerin
  - Ehe mit Alexander Roempler (1860–1909), Schauspieler
  - Ehe mit Max Paulsen (1876–1956), Schauspieler und Direktor des Burgtheaters
  - Maximiliane Bleibtreu (1870–1923), österreichische Schauspielerin
    - Renato Attilio Bleibtreu (1893–1964), österreichischer Schriftsteller, Theaterautor und -direktor
      - Monica Bleibtreu (1944–2009), österreichische Schauspielerin, liiert mit Hans Brenner (1938–1998)
        - Moritz Bleibtreu (* 1971), deutscher Schauspieler

Zudem besteht eine im Verwandtschaftsgrad nicht näher bekannte Verbindung zu dem Maler Georg Bleibtreu (1828–1892) sowie dessen Sohn und Schriftsteller Karl Bleibtreu (1859–1928). 